# Сан-Себастьян-ду-Параїзу (мікрорегіон)

Сан-Себастьян-ду-Параїзу на карті штату Мінас-Жерайс

Сан-Себастьян-ду-Параїзу (порт. Microrregião de São Sebastião do Paraíso) — мікрорегіон в Бразилії, входить в штат Мінас-Жерайс. Складова частина мезорегіону Південь і південний захід штату Мінас-Жерайс. Населення становить 276 761 чоловік на 2006 рік. Займає площу 5 145.304 км². Густота населення — 53.8 чол./км².

## Склад мікрорегіону
До складу мікрорегіону включені наступні муніципалітети:
1. Арсебургу
2. Кабу-Верді
3. Гуаранезія
4. Гуашупе
5. Ітаможі
6. Жакуї
7. Журуая
8. Монті-Белу
9. Монті-Санту-ді-Мінас
10. Музамбінью
11. Нова-Резенді
12. Сан-Педру-да-Уніан
13. Сан-Себастьян-ду-Параїзу
14. Сан-Томас-ді-Акіну

| Бразилія | Це незавершена стаття з географії Бразилії. Ви можете допомогти проєкту, виправивши або дописавши її. |